# Всемирное Общество по изучению, сохранению и популяризации культурного наследия Узбекистана
Всемирное Общество по изучению, сохранению и популяризации культурного наследия Узбекистана (WOSCU) (англ. The World Society for the study, preservation and popularization of the cultural legacy of Uzbekistan) — международная некоммерческая культурно-общественная организация, занимающаяся изучением, сохранением и популяризацией культурного наследия Узбекистана.
Было создано в 2018 году по инициативе более 300 ученых-востоковедов по всему миру.

## Цели Общества
- Содействие международным научным обменам специалистами, публикациями, научно-техническими инновациями, технологиями, полезной документацией.
- Содействие совершенствованию систем хранения и учета музейных, архивных и библиотечных коллекций.
- Содействие созданию новых некоммерческих просветительских ресурсов.
- Проведение и содействие в организации международных мероприятий.
- Содействие открытости и доступности музейных, архивных и библиотечных коллекций путем их публичного показа, воспроизведения в печатных изданиях, на электронных и других носителях.
- Содействие организациям и отдельным ученым в получении международных грантов для проведения исследований, поиска и обработки информации, издательской деятельности и консервационных и реставрационных работ в соответствии с критериями ЮНЕСКО.
- Осуществление издательской и медийной деятельности.
- Налаживание сотрудничества с государственными и общественными организациями в вопросах изучения, сохранения и популяризации культурного наследия Узбекистана.

## Структура Общества

### Правление и Научный совет
Фирдавс Абдухаликов – председатель правления и научного совета, директор Центра исламской цивилизации (Узбекистан)
Бахтиёр Фазылов – заместитель председателя, председатель попечительского совета WOSCU (Узбекистан)
Бахром Абдухалимов – член правления, вице-президент Академии наук Республики Узбекистан (Узбекистан)
Махмуд Эрол Килич –  член правления, генеральный директор IRCICA (Турция)
Султан Раев – член правления, генеральный секретарь ТЮРКСОЙ (Кыргызстан)
Фредерик Старр – член правления, председатель Института Центральной Азии и Кавказа (США)
Шаин Мустафаев – член правления, президент Международной Тюркской академии (Азербайджан)
Фредерик Брессанд – член правления, президент Ассоциации изучения истории и искусства Темуридов (Франция)
Ирина Попова – член правления, директор Института восточных рукописей РАН (Российская Федерация)
Шарлотта Крамер – член правления, президент UAG (Австрия)
Сали Шахсивари – член правления, директор Фонда исламского наследия «Ал-Фуркан» (Великобритания)

## Члены Общества
Членами Общества являются более 400 ученых-востоковедов со всего мира, общественные и культурные деятели.

## Проекты Общества
- Издание книг-альбомов серии «Культурное наследие Узбекистана в собраниях мира» (50 альбомов).[4]
- Издание книг-альбомов серии «Архитектурная эпиграфика Узбекистана» (13 альбомов).[5]
- Факсимильное издание древних и средневековых рукописей в рамках проекта "100 выдающихся рукописных шедевров Узбекистана".[6]
- Факсимильное издание лучших образцов Коранов в рамках проекта "114 Коранов"[7].
- Факсимильное издание древних рукописей "Катталангарский Коран"[8], "Миражнаме", "Зафарнаме"[9], "Диван Хусейна Байкаро", "Уложения Темура", "Раузат-ас-Сафо - Сад чистоты", "Книга неподвижных звезд"[10] Ас-Суфи и других.
- Специальный мультимедийный проект "Махалли Узбекистана"[11].
- Специальный мультимедийный проект "Карта археологических памятников Узбекистана"[12].
- Специальный мультимедийный проект "Каталог архитектурных памятников Узбекистана"[13].
- Издание эксклюзивных подарочных альбомов: "Бегзад, пристыдивший Мани"[14], "Керамика Риштана", "Шедевры искусства Узбекистана"[15] и других.
- В рамках направления «Культурное наследие Узбекистана» применение передовых научных технологий в сохранении исторических экспонатов и рукописей.[16]
- При сотрудничестве с иностранными партнерами и телеканалами BBC, Россия 1, Euronews, CNBC организуются съемки документальных фильмов о культуре и историческом наследии.[17]
- Международные ежегодные конгрессы и медиа-ивенты.[18]

## Мероприятия Общества

### 2023 год
5-8 ноября – VII Международный конгресс «Культурное наследие Узбекистана – основа нового Ренессанса», Самарканд, Узбекистан.
5 ноября – Международная конференция «Мир кино и медиа: новый взгляд на наследие»
5 ноября – Международные конференции "Открывая нoвые гpaни наследия: Узбекские коллекции в собраниях мира". Тoмa 61-80", "Шедевры рукописного наследия Востока в проектах Всемирного Общества", "Музеи и библиотеки Центральной Азии в проектах Всемирного Общества", "История и искусство Узбекистана: поиски и открытия", "В фокусе медиа: новый взгляд на наследие".
7 ноября – презентация книги-альбома «Исторические личности в шедеврах рукописного наследия Узбекистана»
5 сентября – презентация книг-альбомов серии "Культурное наследие Узбекистана в собраниях мира" в Худжандском государственном университете Республики Таджикистан имени академика Бободжана Гафурова.
14 июля - открытие филиала Всемирного общества по изучению, сохранению и популяризации культурного наследия Узбекистана (WOSCU) в Ташкенте.
14 июля - открытие выставки «Исторические личности и сюжеты в шедеврах рукописного наследия Узбекистана»
12 июля - презентация книги памяти, посвященная академику Эдварду Ртвеладзе
12 июля - открытие выставки «Туркестанский авангард: между пространством и временем»
12 июля - открытие выставки «Шедевры прикладного искусства Узбекистана»
3 июля - открытие Недели культурного наследия «Культурное наследие Узбекистана – основа нового Ренессанса» и Недели международных партнерских инициатив «Новый Узбекистан: развитие, инновации и просвещение»
3 марта - открытие выставки 30 томов книг альбомов серии «Культурное наследие Узбекистана в собраниях мира» в Музее прикладного искусства Узбекистана

### 2022 год
22-24 июля – VI Международный конгресс «Культурное наследие Узбекистана – основа нового Ренессанса», Ташкент, Самарканд, Узбекистан.
8 ноября - торжественная церемония вручения премии AVICENNIA INTERNATIONAL PRIZE. Установка бронзового бюста Авиценны в Парижской медицинской Академии.
23 декабря – Гуманитарная акция «Хорошая книга – основа качественного образования», Ташкент, Узбекистан.

### 2021 год
13 сентября - V Конгресс Всемирного общества по изучению, сохранению и популяризации культурного наследия Узбекистана и Неделя культурного наследия, Ташкент, Нукус, Хива, Узбекистан.
22 октября - Презентация проекта «Культурное наследие Узбекистана в собраниях мира» зарубежным наблюдателям и экспертам, прибывшим на выборы Президента Республики Узбекистан в международном медиа-холле, Ташкент, Узбекистан.
10-12 декабря - Навоийские чтения. Санкт-Петербург, Россия.
25 декабря - Национальная премия "Наследие для будущего", Ташкент, Узбекистан.

### 2020 год
16 декабря - IV Международный конгресс «Культурное наследие Узбекистана — фундамент нового Ренессанса», Ташкент, Узбекистан.

### 2019 год
5 января - Международный научно-культурный форум «Наследие Великого шелкового пути как мост между Узбекистаном и Германией», Берлин, Германия.
18 апреля - Международный «круглый стол» «Культурное наследие Узбекистана в собраниях Великобритании», Лондон, Великобритания.
22-23 августа - III Международный Конгресс Всемирного общества по изучению, сохранению и популяризации культурного наследия Узбекистана, Ташкент, Узбекистан.
17 сентября - Медиа-ивент «Новый Узбекистан: уникальные культурные инициативы», Лондон, Великобритания.
19 сентября - Медиа-ивент «Новый Узбекистан: уникальные культурные инициативы», Париж, Франция.
22 сентября - Медиа-ивент «Новый Узбекистан. Уникальные культурные инициативы», Польша, Варшава.
23 сентября - Медиа-ивент «Новый Узбекистан. Уникальные культурные инициативы», Прага, Чехия.
27 сентября - Медиа-ивент «Новый Узбекистан: уникальные культурные инициативы», Вашингтон, США.
16 декабря - Международная научная конференция «Узбекистан и Япония на Великом Шелковом Пути», Токио, Япония.
25 декабря - Медиафестиваль «Озод юрт тулкинлари» («Волны свободной страны»), Ташкент, Узбекистан.
25 декабря - Награждение проекта «Культурное наследие Узбекистана в собраниях мира» статусом «Проект года» со стороны Парламентской комиссии по управлению средствами Общественного фонда по поддержке ННО и других институтов гражданского общества при Олий Мажлисе Республики Узбекистан.

### 2018 год
6 июня - Второй международный конгресс «Культурное наследие Узбекистана – путь к диалогу между народами и странами», Санкт-Петербург, Россия.
25 сентября - Медиа-ивент «Узбекистан – Индия: диалог культур», Индия, Нью Дели.
5 октября - Медиа-ивент «Культурное наследие как мост между Узбекистаном и Францией», Париж, Франция.
9 декабря - Международный форум «Проект «Культурное наследие Узбекистана в собраниях мира. Итоги 2018 года. Дорожная карта на 2019 год», Ташкент, Узбекистан.
10 декабря - Открытие выставки «Культурное наследие Узбекистана в собраниях мира» в Государственном музее истории Темуридов Академии наук Республики Узбекистан, Ташкент, Узбекистан.

### 2017 год
15-16 мая - I Международный научный конгресс «Культурное наследие Узбекистана — путь к диалогу между народами и странами», Ташкент, Самарканд, Узбекистан.
13 сентября - круглый стол «Культурное наследие Узбекистана в собраниях Российской Федерации» в рамках Дней культуры Узбекистана в России, Москва, Россия.